# Найкращий працівник місяця
Найкращий працівник місяця — американський комедійний фільм 2004 року, у головних ролях Метт Діллон та Крістіна Епплгейт.

## Сюжет
Молодий і життєрадісний менеджер банку Девід вважає, що у нього є все необхідне для щастя — чарівна наречена Сара, подальше підвищення на службі, прикольний друг Джек і, на додачу — таємна коханка! Як жорстоко він помиляється. Адже сьогодні настав найнеймовірний день у його житті — сьогодні він не тільки втратить все відразу, але і наживе собі купу божевільних проблем, та таких, що його не здивує навіть власноручне пограбування банку!